# Jim DeMint
James Warren "Jim" DeMint (n. Greenville, Carolina del Sur, Estados Unidos el 2 de septiembre de 1951) era un Senador por el estado de Carolina de Sur en el Senado de los Estados Unidos. Es miembro del partido Republicano y uno de los líderes del movimiento del Tea Party. Anteriormente fue Representante por el 4.o distrito congresional de Carolina del Sur entre 1999 y 2005.

## Primeros años y educación
DeMint nació en Greenville, Carolina del Sur y es uno de cuatro hijos. Sus padres, Betty W. Rawlings y Thomas Eugene DeMint, se divorciaron cuando él tenía cinco años. Luego del divorcio, Betty DeMint abrió un estudio de baile en la casa de la familia.
DeMint fue educado en la Escuela Episcopal de la Iglesia de Jesucristo y en la Secundaria Wade Hampton en Greenville. Mientras estaba en la escuela, DeMint tocó la batería para una banda cover llamada Salt & Pepper. Recibió su título de licenciatura de la Universidad de Tennessee, donde fue parte de la fraternidad Sigma Alpha Epsilon, y obtuvo un MBA de la Universidad de Clemson.
La esposa de DeMint, la fallecida Debbie Henderson, es una de los tres hijos del emprededor publicitario de Greenville, James Marvin Henderson Sr. (1921-1995). Henderson fue el candidato republicano nominado para vicegobernador de Carolina del Sur, perdiendo las elecciones junto al candidato a la gobernación, el en ese entonces Congresista Albert W. Watson. Henderson luego fue asistente del Director del Servicio de Correos, Winton M. Blount, durante la administración del Presidente Richard M. Nixon. También fue el director del comité de reelección de Nixon en Carolina de Sur en 1972.

## Carrera en el sector privado
DeMint trabajó en el campo de la investigación de mercado. En 1983 fundo The DeMint Group, una firma de investigación con sede en Greenville, y dirigió la compañía hasta 1998 cuando entró al Congreso.

## Carrera en el Senado

### Comités
- Comité de Banca, Vivienda y Asuntos Urbanos
- Comité de Comercio, Ciencia y Transporte
- Comité de Relaciones Exteriores
- Comité Económico Conjunto
- Comité del Juicio de Impugnación sobre los Artículos en contra del Juez G. Thomas Porteous Jr.[7]

## Posiciones políticas
- DeMint is catalogado por The National Journal como uno de los senadores más conservadores.[8] Salon.com lo ha llamado "tal vez el miembro más conservador del Senado."[9]

- DeMint está en contra de la financiación al déficit por parte del gobierno federal. Se opuso a los rescates federales para los bancos y las corporaciones automotrices.[10][11]

- DeMint está a favor de una enmienda a la Constitución de los Estados Unidos que obligaría a balancear el presupuesto.[12]

- El senador DeMint ha apoyado en forma consistente de la oración organizada y dirigida en las escuelas, y ha introducido legislación que permitiría a las escuelas públicas el mostrar públicamente pancartas que contengan frases como "God Bless America" (Dios bendiga a los Estados Unidos).[13]

- DeMint está en contra del aborto, incluyendo en casos de violación e incesto. Está a favor del aborto solo en aquellos casos cuando la vida de la madre está en peligro.[13][14]

- DeMint está a favor de exigir a todos los inmigrantes ilegales en los Estados Unidos que se regresen a sus países de origen o que apliquen para la residencia legal. Está a favor de establecer el idioma inglés como el idioma oficial del país.[13]

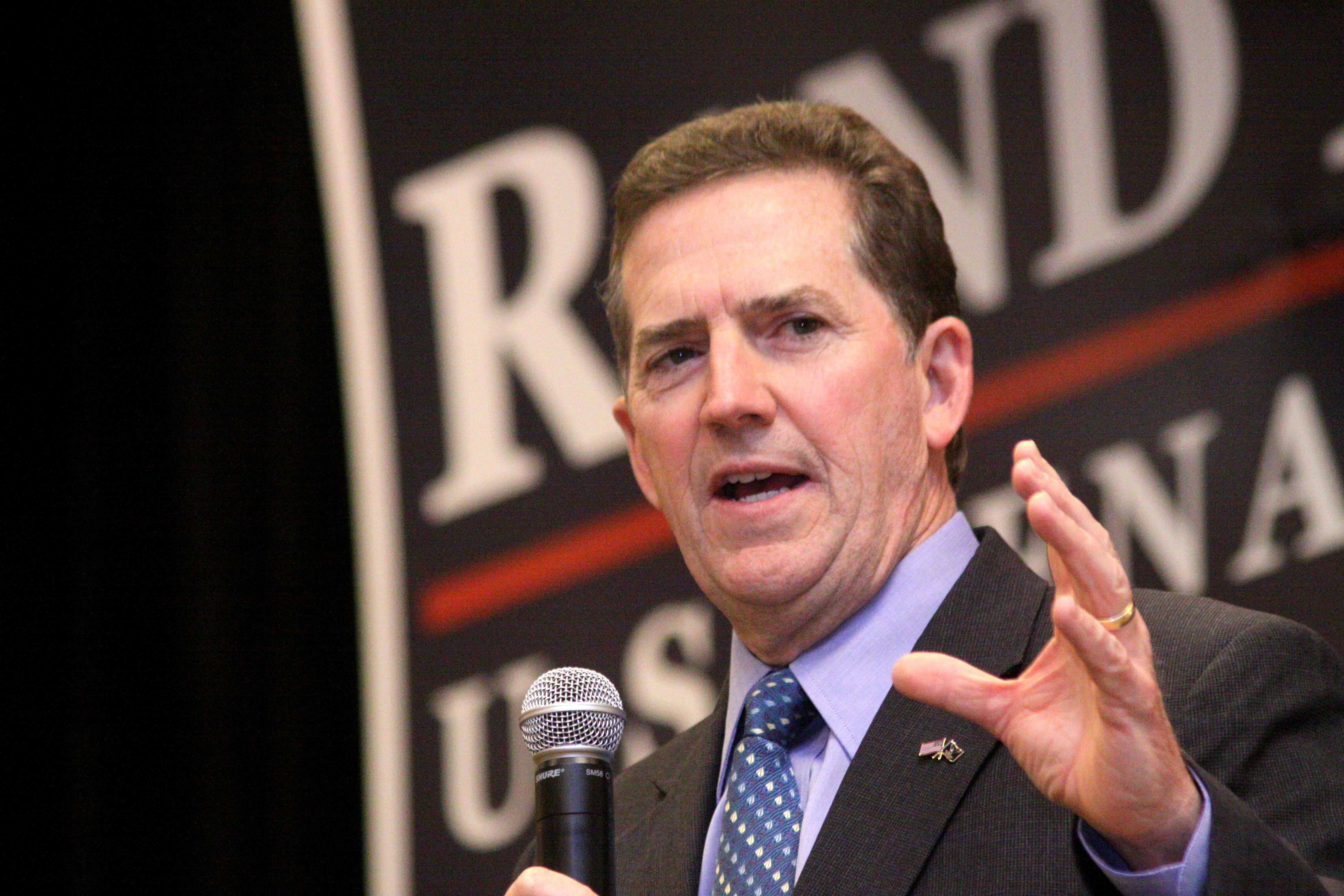
Jim DeMint dando un discurso en un evento de la campaña del candidato al Senado de los Estados Unidos, Rand Paul, en octubre de 2010.

- Demint se opuso a la intervención de la OTAN en Kosovo, pero apoyó la invasión de Irak.[15] Es consultor de Atlantic Bridge.[16]

- DeMint vistió Honduras el 2009 y se reunió con el presidente de facto Roberto Micheletti, una reunión a la que la administración presidente de EE. UU. Barack Obama se opuso. El Departamento de Estado veía oficialmente a Manuel Zelaya como el presidente elegido legítimamente.[17]

- Luego de un atentado terrorista fallido el 25 de diciembre de 2009, DeMint acusó al Presidente Barack Obama por no enfocarse en el terrorismo luego de asumir su cargo y no nombrar a un nuevo director del Transportation Security Administration.[18]

- DeMint se opuso a la legislación de reforma del sistema de salud del Presidente Barack Obama, votando en contra de la Ley de Protección al Paciente y Cuidado de Salud Asequible en diciembre de 2009,[19] y votando en contra de la Ley de Reconciliación de Protección al Paciente y la Educación de 2010.[20]

## Campañas políticas

### 1998 a 2002
En 1998, el congresista por el Cuarto Distrito, BoB Inglis, cumplió su promesa de solo estar en su cargo por tres periodos, dejando la puerta abierta para la candidatura de DeMint.

## Renuncia al Senado
Luego de una larga carrera, Jim DeMint renunció al Senado y fue sustituido por Tim Scott.

## Obras
- Jim DeMint (2009-07). Saving Freedom: We Can Stop America's Slide Into Socialism. Fidelis. ISBN 978-0-8054-4957-0.
- Jim DeMint (4 de julio de 2011). The Great American Awakening: Two Years that Changed America, Washington, and Me. B&H Books. ISBN 978-1-4336-7279-8.